# Yu Xunfa
Yu Xunfa (chinois : 俞逊发), né le 8 janvier 1946 à Shanghai et décédé le 21 janvier 2006, est un flûtiste chinois.
Il est le créateur, en 1971, du koudi, une courte flûte permettant d'imiter le cri de certains oiseaux. 